# Midián (Ábrahám fia)
Midián vagy Madián héberül: מִדְיָן Miḏyān, jelentése: viszály vagy ítélet) a Héber Biblia szerint Ábrahám ószövetségi pátriárka és Ketúrá hat közös fiának egyike. Midiánnak öt fivére volt: Zimrán, Médán, Joksán, Isbák és Súah. Mellettük pedig két féltestvére volt: Ismáel és Izsák.
A Biblia nem sokat árul el Ábrahám és Ketúrá gyermekeinek történetéről. Az Ótestamentum alapján mindössze annyit tudunk Midiánról, hogy feltehetőleg Beershebában született. Ez volt az a város, ahová Ábrahám betért miután az Úr parancsára megpróbálta feláldozni fiát, Izsákot. Az ősatya itt találkozott Ketúrával és Izsák itt talált rá feleségére, Rebekára. Miután Ketúrának Beershebában volt a szálláshelye, feltehetőleg Ábrahám mind a hat gyermeke is itt született. Mivel a Biblia a negyedik helyen említi testvérei között, ezért feltételezhetően ő volt Ábrahám és Ketúrá negyedik gyermeke.

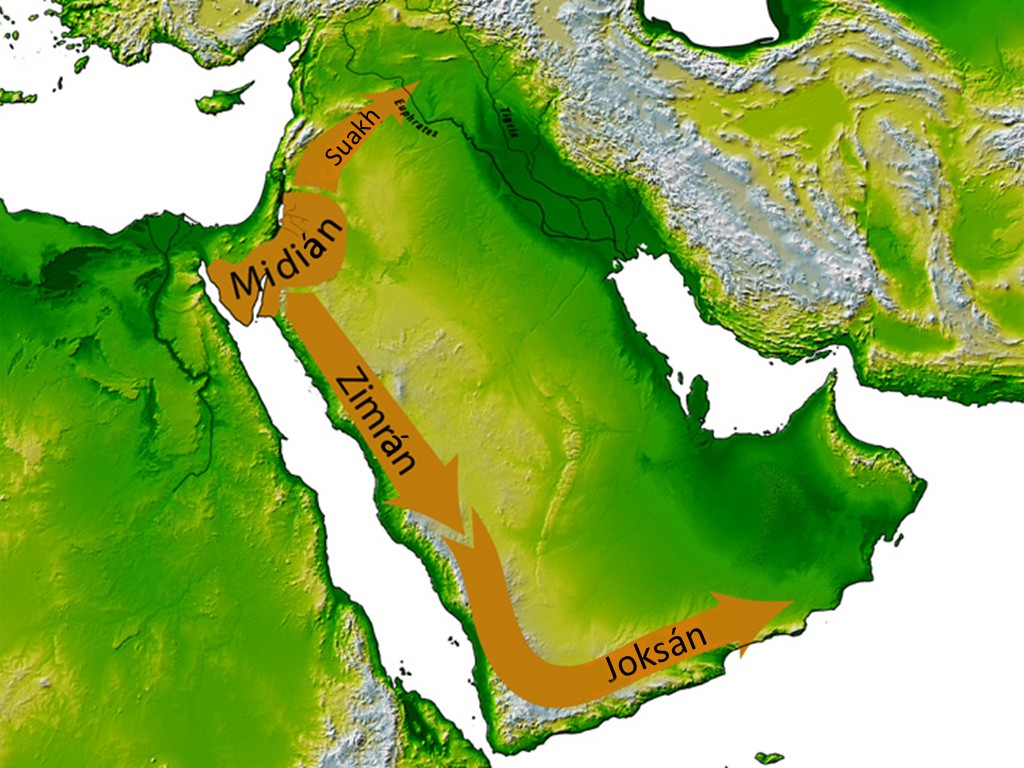
Ábrahám és Ketúrá gyermekeinek feltételezett szálláshelye.

A Biblia megemlíti, hogy Ábrahám Ketúrától származó gyermekeit egy idő után gazdagon megajándékozza és elküldi őket az ígéret földjéről, Kánaánból. Ennek feltehetőleg az az oka, hogy Ábrahám Izsák számára biztosítani akarta az Úrral megkötött szövetség beteljesülését. 
Ketúrá hat gyermeke közül Midián későbbi történetét őrizte meg leginkább a Szentírás. Iosephus Flavius, aki műveiben feltehetőleg Madián névvel illette őt, szintén ír Ábrahám gyermekeinek történetéről. A római történetíró szerint Ábrahám napkeletre küldte fiait, és személyesen jelölte ki nekik új szálláshelyüket. Ez a mai Arab-félsziget területét jelentette egészen Arabia Felix, azaz a mai Jemen, a korábbi Sába királyságának a vidékét a Vörös-tenger mentén. Ábrahám ajándékai után Midián és népe a Jordán folyótól keletre telepedett le, és elfoglalta a Holt-tenger keleti partvidékének területét is. Midiánnak itt öt gyermeke született:Éfah, Héfer, Hánok, Abida és Eldáh. A Szentírás őket tartja a későbbi midianiták ősének. Feltehetőleg még Midián életében kialakult egyfajta államszervezet, amelyet alapítójáról Midiánnak neveztek el. Midián országa lassan terjeszkedni kezdett, és Kánaán keleti vidékeitől uralhatta Arábia sivatagos vidékeit is, ahol Midiánnak nem voltak határai. A Kivonulás időszakában Midián a Sínai-félsziget egy részét is elfoglalta.